# KNVB-Pokal 1909/10
Der KNVB-Pokal 1909/10 war die zwölfte Auflage des niederländischen Fußball-Pokalwettbewerbs. Pokalsieger wurde die Reservemannschaft von Quick Den Haag. Das Team setzte sich im Finale gegen die Reservemannschaft von HVV Den Haag durch.

## Modus
Alle Begegnungen wurden in einem Spiel ausgetragen. Bei unentschiedenem Ausgang wurde zur Ermittlung des Siegers eine Verlängerung von zweimal 7½ Minuten gespielt. Stand danach kein Sieger fest, folgte eine weitere Verlängerung von zweimal 7½ Minuten. War danach immer noch keine Entscheidung gefallen, wurde das Spiel auf dem Platz des Gegners wiederholt. Wenn auch das drittes Spiel unentschieden endete, ging es in die Verlängerung, bis ein Tor fiel.

## 1. Runde
| Datum      |                        | Ergebnis |                        |
| ---------- | ---------------------- | -------- | ---------------------- |
| 31.10.1909 | Dordrechtsche FC II    | 5:1      | USC Rotterdam          |
| 07.11.1909 | Ajax Amsterdam II      | 1:2      | Alcmaria Victrix       |
| 07.11.1909 | Blauw Wit Amsterdam    | 3:0      | DVV Den Haag           |
| 07.11.1909 | Blauw Wit Amsterdam II | 05:0 1   | VOC Rotterdam          |
| 07.11.1909 | DSV Concordia Delft    | 9:1      | MVVO Middelburg        |
| 07.11.1909 | Concordia Roosendaal   | 0:3      | Volharding Amsterdam   |
| 07.11.1909 | DEC Amsterdam          | 4:1      | VVA Amsterdam          |
| 07.11.1909 | DECAmsterdam II        | 2:3      | Sparta Rotterdam II    |
| 07.11.1909 | Haarlemse FC EDO II    | 05:0 1   | Hercules Enschede      |
| 07.11.1909 | Go Ahead Deventer      | 8:0      | DOSB Amsterdam         |
| 07.11.1909 | HBS Craeyenhout II     | 4:3      | RV & AV Neptunus II    |
| 07.11.1909 | Heracles Almelo        | 1:6      | HVV Den Haag II        |
| 07.11.1909 | UC & VV Hercules II    | 1:2      | HFC Haarlem II         |
| 07.11.1909 | SV Kampong             | 5:2      | Ajax Amsterdam         |
| 07.11.1909 | Neerlandia Amsterdam   | 03:1 2   | DSV Concordia Delft II |
| 07.11.1909 | RV & AV Neptunus       | 5:1      | GVV Forward Groningen  |
| 07.11.1909 | ODO Arnheim            | 2:0      | AFC Amsterdam II       |
| 07.11.1909 | Prins Hendrik Zwolle   | 05:0 1   | DVS Rotterdam II       |
| 07.11.1909 | EFC Prinses Wilhelmina | 16:20    | Biltsche VC            |
| 07.11.1909 | Quick Den Haag II      | 7:2      | DVS Rotterdam          |
| 07.11.1909 | Quick 1888             | 8:2      | EVV Phenix Enschede    |
| 07.11.1909 | RAP Amsterdam          | 12:00    | HVV Helmond            |
| 07.11.1909 | RFC Rotterdam          | 4:0      | AVV Amsterdam          |
| 07.11.1909 | HVV Tubantia           | 9:0      | EVV Enschede           |
| 07.11.1909 | UVV Utrecht            | 05:0 1   | Be Quick 1887          |
| 07.11.1909 | CVV Velocitas Breda II | 3:1      | LAC Frisia Leeuwarden  |
| 07.11.1909 | Verwisseling Zwolle    | 0:8      | Zwolsche AC            |
| 07.11.1909 | Vlaardingsche FC       | 1:5      | AFC Amsterdam          |
| 07.11.1909 | Victoria Hilversum     | 05:0 1   | Zeelandia Middelburg   |
| 07.11.1909 | VOC Rotterdam II       | 1:3      | DOS Utrecht            |
| 07.11.1909 | VUC Den Haag           | 4:0      | Koninklijke HFC II     |
| 07.11.1909 | VVA Amsterdam II       | 0:1      | Haarlemse FC EDO II    |
| 07.11.1909 | RFC Xerxes             | 1:0      | Amstel Watergraafsmeer |

## Zwischenrunde
| Datum      |               | Ergebnis |                  |
| ---------- | ------------- | -------- | ---------------- |
| 14.11.1909 | RFC Rotterdam | 05:0 1   | Alcmaria Victrix |

## 2. Runde
| Datum      |                        | Ergebnis  |                        |
| ---------- | ---------------------- | --------- | ---------------------- |
| 05.12.1909 | HFC Haarlem II         | 05:0 1    | Prins Hendrik Zwolle   |
| 05.12.1909 | EFC Prinses Wilhelmina | 05:0 1    | RFC Rotterdam          |
| 05.12.1909 | Quick Den Haag II      | 3:1       | Blauw Wit Amsterdam    |
| 05.12.1909 | Quick 1888             | 2:0       | SV Kampong             |
| 05.12.1909 | Zwolsche AC            | 1:4       | RV & AV Neptunus       |
| 19.12.1909 | DEC Amsterdam          | 1:0 n. V. | Blauw Wit Amsterdam II |
| 06.02.1910 | Dordrechtsche FC II    | 00:5 1    | Volharding Amsterdam   |
| 06.02.1910 | DOS Utrecht            | 3:1       | Go Ahead Deventer      |
| 06.02.1910 | Haarlemse FC EDO II    | 1:2       | RFC Xerxes             |
| 06.02.1910 | HBS Craeyenhout II     | 6:1       | Haarlemse FC EDO       |
| 06.02.1910 | HVV Den Haag II        | 8:3       | HVV Tubantia           |
| 13.02.1910 | CVV Velocitas Breda    | 0:1       | AFC Amsterdam          |
| 20.03.1910 | Neerlandia Amsterdam   | 05:0 1    | VUC Den Haag           |
| 28.03.1910 | Sparta Rotterdam II    | 0:2       | ODO Arnheim            |
| 03.04.1910 | UVV Utrecht            | 2:1       | Victoria Hilversum     |
| 17.04.1910 | DSV Concordia Delft    | 1:3       | RAP Amsterdam          |

## 3. Runde
| Datum      |                      | Ergebnis  |                        |
| ---------- | -------------------- | --------- | ---------------------- |
| 10.04.1910 | DEC Amsterdam        | 4:1       | Quick 1888             |
| 10.04.1910 | DOS Utrecht          | 2:1       | Neerlandia Amsterdam   |
| 10.04.1910 | ODO Arnheim          | 1:1 n. V. | AFC Amsterdam          |
| 10.04.1910 | Quick Den Haag II    | 2:0       | HBS Craeyenhout II     |
| 10.04.1910 | UVV Utrecht          | 3:4       | RV & AV Neptunus       |
| 10.04.1910 | Volharding Amsterdam | 1:3       | HVV Den Haag II        |
| 17.04.1910 | RFC Xerxes           | 05:0 2    | EFC Prinses Wilhelmina |
| 24.04.1910 | HFC Haarlem II       | 5:1       | RAP Amsterdam          |

### Wiederholungsspiel
| Datum      |               | Ergebnis |             |
| ---------- | ------------- | -------- | ----------- |
| 24.04.1910 | AFC Amsterdam | 5:0      | ODO Arnheim |

## Viertelfinale
| Datum      |                   | Ergebnis |                  |
| ---------- | ----------------- | -------- | ---------------- |
| 24.04.1910 | Quick Den Haag II | 10:00    | RV & AV Neptunus |
| 01.05.1910 | DEC Amsterdam     | 03:0 1   | RFC Xerxes       |
| 01.05.1910 | AFC Amsterdam     | 6:1      | DOS Utrecht      |
| 01.05.1910 | HVV Den Haag II   | 4:3      | HFC Haarlem II   |

## Halbfinale
| Datum      |               | Ergebnis |                   |
| ---------- | ------------- | -------- | ----------------- |
| 05.05.1910 | DEC Amsterdam | 2:3      | HVV Den Haag II   |
| 08.05.1910 | AFC Amsterdam | 4:5      | Quick Den Haag II |

## Finale
| HVV Den Haag II                           | HVV Den Haag II                                                                              | Quick Den Haag II                                                                            | Quick Den Haag II |
| ----------------------------------------- | -------------------------------------------------------------------------------------------- | -------------------------------------------------------------------------------------------- | ----------------- |
| HVV Den Haag II                           | \| 15. Mai 1910 in Laantje can Altena, Delft \| \| Ergebnis: 0:2 (0:1) \| \| Spielbericht \| | \| 15. Mai 1910 in Laantje can Altena, Delft \| \| Ergebnis: 0:2 (0:1) \| \| Spielbericht \| | Quick Den Haag II |
| HVV Den Haag II                           | 0:1 Loos 0:2 Richelle                                                                        |                                                                                              | Quick Den Haag II |
| 15. Mai 1910 in Laantje can Altena, Delft |                                                                                              |                                                                                              |                   |
| Ergebnis: 0:2 (0:1)                       |                                                                                              |                                                                                              |                   |
| Spielbericht                              |                                                                                              |                                                                                              |                   |